# Pyrgospira
Pyrgospira é um gênero de gastrópodes pertencente a família Pseudomelatomidae.

## Espécies
- Pyrgospira candace (Dall, 1919)[1]
- Pyrgospira obeliscus (Reeve, 1845)[2]
- Pyrgospira ostrearum (Stearns, 1872)[3]
- Pyrgospira tampaensis (Bartsch & Rehder, 1939)[4]

Espécies trazidas para a sinonímia
- †Pyrgospira acurugata Dall, 1890: sinônimo de †Strictispira acurugata (Dall, 1890)
- Pyrgospira aenone Dall, 1919: sinônimo de Pyrgospira obeliscus (Reeve, 1845)
- Pyrgospira fuscescens (Reeve, 1843): sinônimo de Crassispira fuscescens (Reeve, 1843)
- Pyrgospira nautica Pilsbry & Lowe, 1932: sinônimo de Pyrgospira obeliscus (Reeve, 1845)
- Pyrgospira plicosa (Adams C. B., 1850):[5] sinônimo de Pyrgocythara plicosa (C. B. Adams, 1850)
- Pyrgospira tomliniana Melvill, 1927: sinônimo de Pyrgospira obeliscus (Reeve, 1845)